# Montgomery County (Kansas)
Montgomery County is een county in de Amerikaanse staat Kansas.
De county heeft een landoppervlakte van 1.671 km² en telt 36.252 inwoners (volkstelling 2000). De hoofdplaats is Independence.